# Белоновский, Юрий Юрьевич
Юрий Юрьевич Белоновский (род. 6 февраля 1988) — российский борец вольного стиля, чемпион мира среди студентов и военнослужащих, чемпион Маккабиады, призёр чемпионатов России, призёр Кубка мира, победитель и призёр международных турниров, Мастер спорта России международного класса. Выступает в тяжёлой (до 97 кг) и супертяжёлой (до 120 кг) весовых категориях. Его первым наставником был В. З. Лучискенс. С 2004 года тренируется под руководством Владимира Лебедева. Представляет спортивный клуб «Академия» (Красноярск). Член сборной команды России по борьбе с 2010 года.

## Спортивные результаты
- Первенство Европы среди кадетов 2005 года — ;
- Первенство Европы среди юниоров 2008 года — ;
- Золотой Гран-при 2010 года — ;
- Кубок Великобритании 2010 года — ;
- Золотой Гран-при 2011 года — ;
- Кубок президента Бурятии 2011 года — ;
- Чемпионат России по вольной борьбе 2011 года — ;
- Кубок президента Бурятии 2012 года — ;
- Московские огни 2012 года — ;
- Гран-при Иван Ярыгин 2013 года — ;
- Кубок президента Бурятии 2013 года — ;
- Кубок президента Бурятии 2014 года — ;
- Мемориал Али Алиева 2014 года — ;
- Гран-при Иван Ярыгин 2015 года — ;
- Кубок президента Бурятии 2015 года — ;
- Мемориал Али Алиева 2015 года — ;
- Кубок Алроса 2015 года — ;
- Кубок президента Бурятии 2016 года — ;
- Турнир Дмитрия Коркина 2016 года — ;
- Турнир Д. А. Кунаева 2016 года — ;
- Гран-при Иван Ярыгин 2017 года — ;
- Кубок президента Бурятии 2017 года — ;
- Мемориал Али Алиева 2017 года — ;
- Турнир Дмитрия Коркина 2017 года — ;
- Турнир Владимира Семёнова 2017 года — ;
- Турнир «Аланы» 2017 года — ;
- Чемпионат России по вольной борьбе 2017 года — ;
- Чемпионат России по вольной борьбе 2018 года — ;
- Гран-при Иван Ярыгин 2018 года — ;
- Турнир Дмитрия Коркина 2018 года — ;